# 516

516(오백십육)은 515보다 크고 517보다 작은 자연수다.

## 수학
- 합성수로, 그 약수는 총 12개다. (1, 2, 3, 4, 6, 12, 43, 86, 129, 172, 258, 516)
  - 516의 진약수의 합은 716이므로, 516은 과잉수다.
- 39번째 불가촉수다. 앞의 불가촉수는 498, 다음은 518이다.
- {\displaystyle 516=4^{2}+10^{2}+20^{2}}
  - 연속하는 세 사면체수의 제곱합으로 나타낼 수 있는 수다. 이 성질을 지닌 앞의 수는 117, 다음 수는 1725다.
- {\displaystyle 85^{2}-1}은 516으로 나누어떨어진다.

## 과학
- NGC 516(영어판): 물고기자리 방향에 있는 렌즈형은하.

## 교통

### 철도
- 수도권 전철 5호선 우장산역의 역번호.

### 도로
- 고속도로
  - 아우토반 516호선(영어판, 독일어판): 독일의 고속도로.
- 기타 도로
  - 516번 지방도: 충청북도 진천군 초평면 용정리에서 괴산군 불정면 목도리까지 이어지는 대한민국의 지방도.
  - 현도 제516호선

## 군사
- U-516(영어판, 독일어판): 제2차 세계 대전에 사용된 나치 독일의 군용 잠수함.

## 문화유산
- 대한민국의 보물 제516호: 대구 무술명 오작비
- 대한민국의 사적 제516호: 경산 임당동과 조영동 고분군

## 방송
- KT HCN의 생활체육TV 채널 번호.

## 기타
- 날짜: 5월 16일
  - 5·16 군사 정변 (1961년)
- 연도: 516년, 기원전 516년